# Prunier
Pour les articles homonymes, voir Prunier (homonymie).
Prunus domestica L.
Espèce
Classification phylogénétique
Le prunier ou prunier cultivé (Prunus domestica L.) est une espèce de plantes à fleurs appartenant au genre Prunus, au clade Amygdalus-Prunus, section Prunus, de la famille des Rosaceae. C'est un arbre fruitier cultivé pour ses fruits, les prunes. Il est plus rarement appelé prunier domestique.

## Sous-espèces du prunier domestique
Le système taxonomique de GRIN distingue quatre sous-espèces :
- Prunus domestica subsp. domestica
- Prunus domestica subsp. insititia (L.) C. K. Schneid. (subg. Prunus sect. Prunus, Pruneaulier, prunéolier, prunier sauvage, prunier crèque[2] (altération de "grec")
Synonyme : (≡) Prunus insititia L.

Le prunéolier insititia est un arbre parfois épineux, hexaploïde, qui drageonne beaucoup et peut former des fourrés. Il porte de petits fruits, de 2-3 cm, subglobuleux, sucrés, agréables, quoiqu'un peu âpres. Les jeunes rameaux sont pubescents et veloutés. Il pousse spontanément dans les bois ou dans les haies, dans de nombreuses régions d'Europe tempérée ou de Turquie.
- Prunier de Damas: Prunus domestica subsp. italica (Borkh.) Gams ex Hegi (subg. Prunus sect. Prunus), Reine-claude
Synonyme : (≡) Prunus italica Borkh.
- Prunus domestica subsp. syriaca (Borkh.) Janch. ex Mansf. (subg. Prunus sect. Prunus), Mirabelle
Synonyme : (≡) Prunus syriaca Borkh.

## Culture du prunier domestique

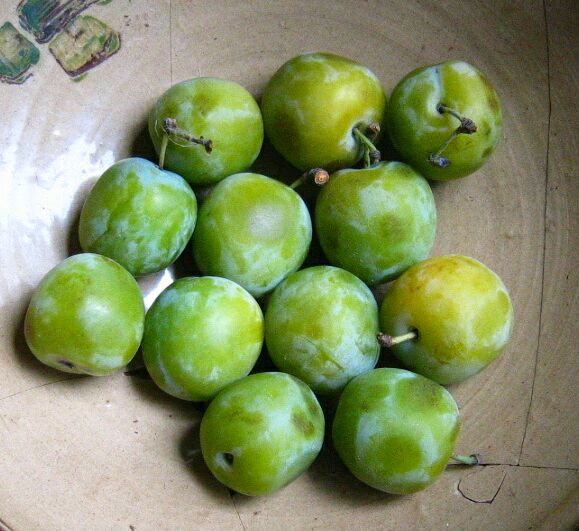
Prunes reine-claude.

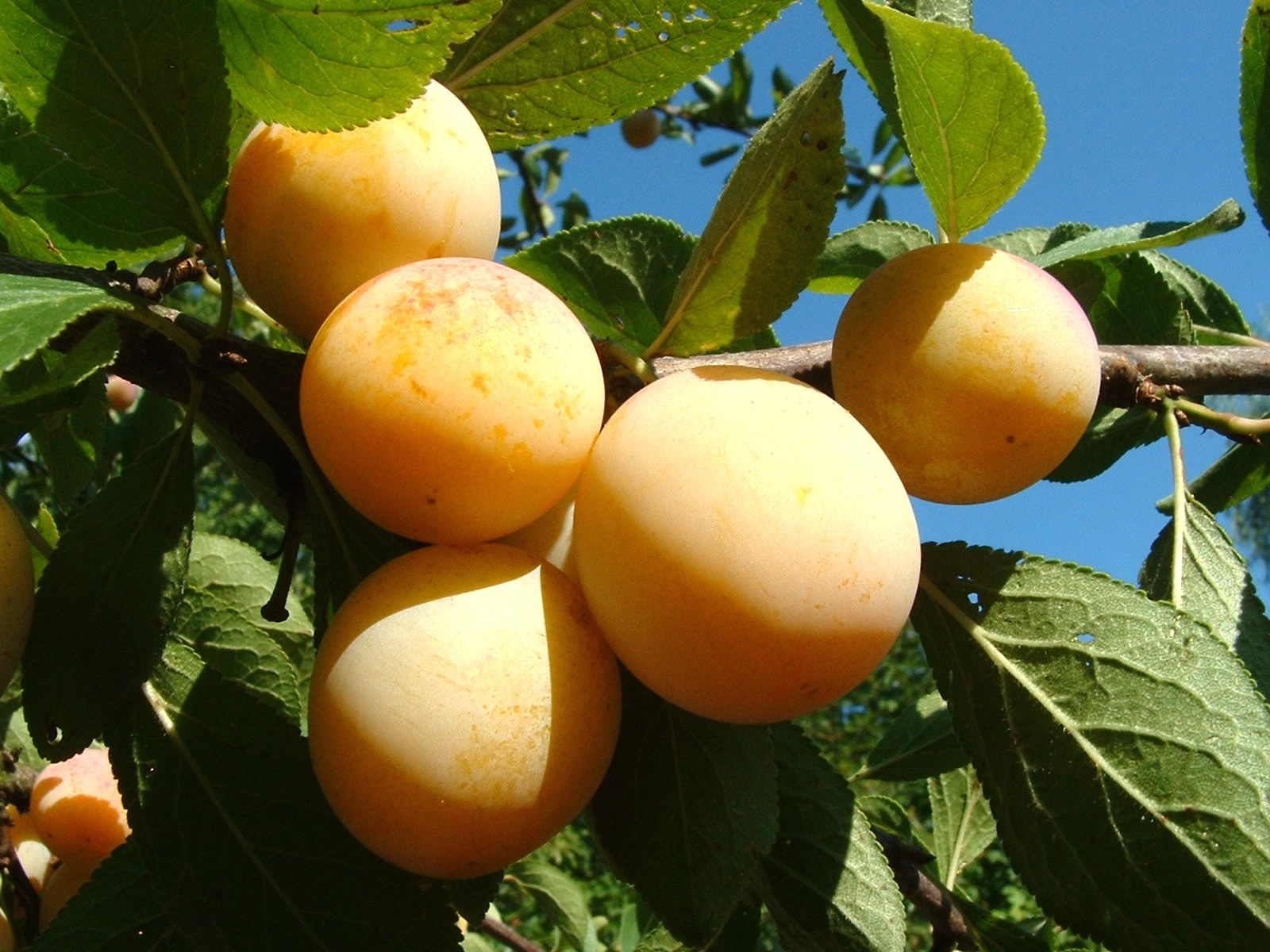
Prunes mirabelles de Nancy.

Le prunier domestique (P. domestica) est le principal prunier cultivé en Europe et en Asie du sud-ouest. Il donne des fruits de formes et de couleurs variées qui ont conduit à la classification morphologique des Prunus domestica en deux classes interfertiles :
- les pruniers à petits fruits, Prunus domestica subsp. insititia (L.) C.K. Schneider auxquels se rattachent :
  - le Quetschier ou Prunier de Damas, donne des fruits violets à chair jaune d'or
  - le Mirabellier, donnant de petites prunes rondes, jaunes
  - le Prunier (de) Reine-claude, donnant des fruits jaune-verdâtre, au gout fin
  - la Seugnette
- les pruniers à gros fruits, P. domestica subsp. domestica C.K. Schneider, sous-espèce à laquelle se rattachent la plupart des variétés cultivées connues.

Les variétés françaises anciennes, à noyau libre, reine-claude verte ou dorée, mirabelle et quetsche d'Alsace, sont dites « variétés nobles ». Le prunier d'Ente donne des prunes pourpres qui après séchage deviennent des pruneaux.
La variété Stanley, un croisement de prune d'ente et de Grand Duck, est devenue un des cultivars majeurs dans le monde. C'est un arbre vigoureux, très productif, auto-fertile, donnant des fruits bleu-violet, à chair ferme, destinés au séchage. Les autres variétés dérivées du prunier européen sur le marché français sont : Président, Ortenauer, Elena, Presenta, Quetsche précoce de Buhl, Quetsche d'Alsace, Prune de Vars, Reine Claude d'Oullins, Reine Claude verte ou dorée, Reine Claude d'Althan, Mirabelle de Nancy.

## Origine biologique
L'origine biologique du prunier domestique n'est pas totalement élucidée.
- Une hypothèse ancienne suppose qu'il serait dérivé de deux espèces sauvages réparties dans la même région. En effet, le prunier domestique est une espèce hexaploïde (2n=48) cultivée depuis l'antiquité dans l'Asie Mineure, la Perse et l'Europe orientale où croît aussi le prunier myrobalan (Prunus cerasifera), principalement diploïde (2n=16) et le prunellier (Prunus spinosa), tétraploïde (2n=32). Une simple raison arithmétique (48=16+32) a fait supposer que ce Prunus domestica dériverait de l'hybridation du prunier myrobalan et du prunellier (Crane & Lawrence 1952).
- Les pruniers non cultivés les plus proches du prunier cultivé hexaploïde se rencontrent dans les populations de P. domestica de type insititia, portant de petits fruits, subglobuleux, de 2-3 cm, et poussant spontanément dans beaucoup de régions d'Europe et de Turquie. Ces arbres se rencontrent dans les haies et les bois. Certains botanistes (comme Webb 1968) ont considéré que ces populations étaient faites d'arbres subspontanés ou naturalisés. Toutefois, les restes de noyaux carbonisés trouvés dans la région supérieure du Rhin et du Danube et ressemblant aux noyaux des pruniers spontanés P. domestica peuvent aussi laisser penser[3] que P. domestica était présent avant l'agriculture et serait indigène à l'Europe Centrale (comme de la région des Balkans et de la Turquie).
- Les prunes de P. domestica ressemblent énormément à celles de P. cerasifera. Par contre, celles de P. spinosa sont petites et extrêmement astringentes et sont portées par des arbres isolés sur le plan reproductif du groupe domestica-cerasifera. Les hybrides entre les deux groupes sont presque tous stériles. Pour Zohary, les P. domestica hexaploïdes semblent entretenir un lien fort avec les P. cerasifera dont on sait maintenant qu'ils existent sous formes diploïde, tétraploïde et hexaploïde.
- Pour Zohary et Hopf[3] « Si des formes sauvages de 6x P. domestica existent dans le sud-est de l'Europe et/ou dans l'Asie du sud-ouest avant toute domestication (comme c'est probable), elles doivent être considérées comme la source ancestrale de cette plante cultivée. Mais, si (comme quelques chercheurs pensent) les prunes de domestica ont évolué uniquement grâce à la culture, le progéniteur principal plausible est l’agrégat cerasifera. »
- Des essais de semis de noyaux de diverses variétés de prunéoliers (insititia) ont conduit Woldring[5] à une hypothèse totalement différente. Il a observé que les noyaux de prunéoliers à fruits noirs germaient facilement et produisaient de jeunes plants se développant normalement. Par contre, les noyaux de prunes jaunes, vertes  ou rouges obtenues d'insititia étaient stériles ou donnaient des plants peu viables, à croissance anormale. Il suppose donc que ces spécimens à fruits colorés dériveraient d'une hybridation entre prunéolier et prunier domestique alors que ceux à fruits noirs représentent l'espèce botanique d'origine.

L'auteur a observé que des hybridations entre le prunellier (P. spinosa) et le prunéolier étaient possibles. Pour lui, la ressemblance morphologique entre prunellier et  prunéolier à fruits noirs, les caractéristiques de leurs noyaux et la possibilité d'hybridation entre eux, indiquent une relation étroite entre ces deux espèces. Une floraison simultanée, le développement de drageons vigoureux ainsi que la pubescence des jeunes rameaux et du pédoncule sont autant de traits partagés par le prunellier et le prunéolier. Les hypothèses de Woldring sont donc  que les P. insititia ont évolué de certaines souches de P. spinosa et que les variétés de P. domestica dérivent des croisements entre diverses variétés d'insititia.

## Histoire
On peut semble-t-il, écarter une origine chinoise pour le prunier domestique, contrairement aux affirmations un peu rapides de certains auteurs publiant sur internet. En effet, en Chine, le fruit du prunier domestique (P. domestica) est connu sous le nom de Yangli 洋李 « prune étrangère », ou Ouzhouli 欧洲李 « prune européenne » (d'après l'ethnobotaniste chinoise Hu Shiuying). Comme le précise la Flora of China, le prunier domestique (dans ses deux formes Prunus domestica L. subsp. insititia et subsp domestica) n'est pas originaire de Chine (mais de l'Asie du sud-ouest et de l'Europe) et ce n'est que depuis son introduction en Chine qu'il y est largement cultivé.
- Les écrits romains donnent la Syrie comme l'aire d'origine des prunéoliers (prunes de Damas), des mirabelles et des reine-claudes. À l'époque de l'hégémonie romaine sur la région, divers fruits locaux dont la prune furent introduits à Rome[5].

L'encyclopédiste romain du Ier siècle, Pline l'Ancien, écrit dans son Histoire Naturelle, Livre XV :

« En parlant des arbres étrangers, nous avons parlé des prunes de damas (XIII, 10), ainsi nommées de Damas de Syrie : cette prune vient depuis longtemps en Italie ; cependant le noyau y est plus gros et la chair plus petite ; elles ne s'y sèchent pas non plus au point de se rider, attendu qu'elles n'ont pas le soleil de leur patrie. »

Actuellement, la variété de Saint-Julien qui pousse dans le Morvan est la seule variété d'insititia à pouvoir être correctement séchée, a remarqué Woldring.
- Archéobotanique

Les conquêtes romaines d'une grande partie de l'Europe apportèrent avec elles de nombreux fruits comme les prunes, pêches, cerises, vignes et noix. On suppose que la culture fruitière au nord des Alpes a commencé avec la romanisation mais les techniques de recherche archéobotanique classique ne permettent pas en général d'établir si les restes archéologiques de fruits sont le résultat de culture locale ou de fruits secs importés.
L'analyse génétique et morphologique des noyaux de Prunus retrouvés immergés dans l'eau, lors des fouilles du site romain vicus Tasgetium'' (Eschenz, près du lac de Constance, en Suisse) ont permis d'établir que sur les 3500 noyaux de Prunus, 90 % venaient de cerises de P. avium/cerasus et sur le reste, 65 % de prunelliers (P. spinosa), 22 % de prunéoliers (P. insititia) et 4 % de prunes (P. domestica). Des séquences d'ADN ont pu être amplifiées et ont conduit à l'identification des P. spinosa. Le vicus a pu être daté du Ier siècle av. J.-C. au IIIe siècle.
L'étude des fruits et graines préservés dans plusieurs gisements gallo-romains des Ier – IIe siècles de Picardie et de l'Île-de-France ont apporté des données inédites sur les changements dans l'alimentation. La conquête romaine est l'époque de l’émergence de céréales panifiables et d'une nouvelle espèce, le seigle. Outre ces céréales, ces études d'archéobotanique font état de la présence de légumineuses (lentille et vesce cultivée) et de quelques restes de fruits comme ceux de prunier (P domestica) et de prunéolier ou de pommier (Malus sp), sans pouvoir établir s'il s'agit d'espèces sauvages ou cultivées.
Pline avait déjà signalé (H. N. livre XV) « la foule immense des prunes : bigarrées, noires, blanches ; la prune d'orge [prune précoce], ainsi nommée parce qu'elle accompagne cette céréale... ». La nomenclature ancienne ne correspond pas forcément aux notions botaniques modernes d'espèces et de variétés. On connaît seulement d'après plusieurs sources écrites l'importance des vergers et de la fructiculture dans le monde romain, mais rien n'exclut l'introduction d'espèces fruitières en Gaule avant la conquête, notamment sur les oppida, à la faveurs des circuits commerciaux. Les variétés fruitières citées dans les traités anciens ne peuvent être identifiées à partir des restes de noyaux.
Du Ve au XVIe siècle, la présence de prunes, prunelles (et de pêches et merises) est attestée dans les dépotoirs de la France méridionale. Ces recherches soulèvent les questions du rôle des espèces spontanées de pruniers comme réservoir génétique (comme porte-greffe) et du renouvellement génétique de certaines plantations allochtones ou indigènes de pruniers (ainsi que d'olivier et vigne).
Une étude des restes carpologiques d'un dépotoir comblé peu avant l'an mil, a révélé l'exploitation de plusieurs variétés fruitières (à Saint-Germain-des-Fossés, Allier). L'analyse des caractères morphologiques et biométriques de 104 noyaux de prunes a permis de dégager trois types de prunéoliers et un type de prunier commun :
- P. domestica subsp insititia, une variété non identifiée à grands noyaux allongés et surface creusée de fossettes
- P. domestica subsp insititia var. subrotunda, variété "à prunes rondes", au noyau large et massif. D'après les données carpologiques, c'est une des plus anciennes prunes cultivées en Europe, dont l'aire de diffusion est déjà étendue à l'époque romaine et qui semble correspondre à une forme petite de la reine-claude.
- un type rapporté à la variété Juliana, prunier de Saint Julien (sous-espèce insititia)
- enfin le type P. domestica, le prunier domestique

## Les pruniers cultivés dans le monde
Le prunier européen (P. domestica), sous ses nombreuses formes et le prunier du Japon (P. salicina Lindl.) et leurs hybrides sont les deux espèces la plus cultivées dans le monde. Aux États-Unis, les fruits du prunier européen servent à faire des pruneaux mais ils ne sont que très rarement mangés frais. En Europe, ses fruits sont consommés frais ou servent à faire des confitures, des tartes ou des pruneaux par séchage.
Le prunier du Japon et ses hybrides sert essentiellement à la production de prunes de table fraîches. En France, il représente un quart des prunes de table  et aux États-Unis la quasi-totalité. Les fruits sont plus gros, plus sphériques que les prunes européennes. Aux États-Unis plusieurs hybrides de P. salicina et d'espèces indigènes (de la section Prunocerasus) sont cultivées en raison de leur meilleure adaptation au climat nord américain. Le prunier du Japon est un arbre plus petit que le prunier européen, il vit moins longtemps et fleurit plus tôt.
Les pruniers sauvages, indigènes d'Amérique du Nord (comme Prunus americana, P. angustifolia, P. hortulana, P. munsoniana, P. maritima) sont de petits arbres, donnant de petits fruits ronds, comestibles et utilisés localement pour faire des confitures ou de la gelée. Ils servent aussi dans les programmes de sélection des pruniers à renforcer la résistance aux maladies de P. salicina.

## Description du prunier domestique

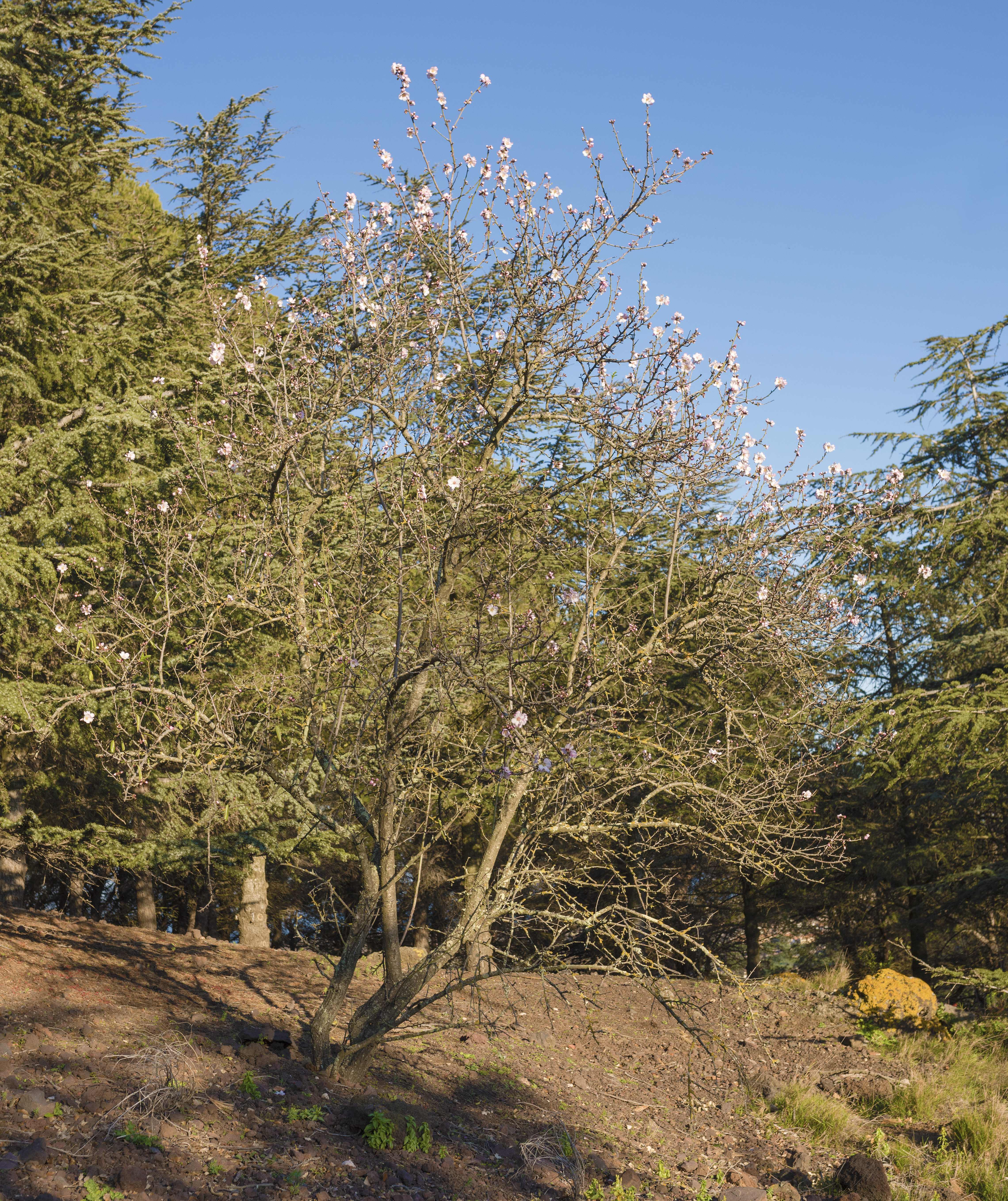
Un prunier avec ses premières fleurs ici fin février à Agde.

Le prunier domestique est un arbre de taille moyenne (entre 3 et 8 mètres de haut), généralement non épineux, qui fleurit tôt au printemps (mars-avril).
Les feuilles sont obovales ou oblongues, crénelées-dentées, glabres ou légèrement pubescentes en dessous. Les stipules sont pubescents.
Les fleurs blanches apparaissent avant les feuilles sur des rameaux de l'année précédente. Elles sont portées par un pédoncule pubescent et comportent un calice aussi pubescent ou velu. La floraison, précoce, débute en mars et s'expose donc aux gelées mais elle est si abondante que le gel compromet rarement les récoltes.
Le fruit, la prune, est de forme plus ou moins sphérique ou oblongue, glabre et couvert de « pruine », qui est une fine pellicule cireuse. Le noyau ovale contient une amande généralement amère.
Sa longévité varie de 30 à 50 ans (pour les arbres francs de pied).

## Culture du prunier domestique
Les pruniers ne sont pas exigeants quant à la nature du sol, ils se plaisent particulièrement dans les terrains silico-calcaires. Ce sont des fruitiers rustiques pouvant croître jusqu'à 1000 m d'altitude.
Les porte-greffes les plus courants sont :
- le prunier Saint-Julien, qui accepte les sols frais et argileux et produit faiblement ;
- le prunier myrobalan (Prunus cerasifera) est plus vigoureux et se plait dans les sols plus secs ;
- INRA Myrobolan GF 31, est d'une grande vigueur, sur les sols secs et caillouteux ;
- le prunier Mariana INRA GF 8/1, d'une vigueur importante, sur les sols siliceux et frais ;
- JASPI Fereley est un porte-greffe de faible vigueur, ne drageonnant pas.

Les pruniers se greffent en fente en mars-avril, ou en écusson en juillet-août.
Les mirabelles et certaines reine-claudes se reproduisent assez facilement par semis.
La tendance à l'alternance est variable selon les variétés, sensible chez la reine-claude, nulle chez Cœur de Bœuf.

### Pollinisation
La moitié des variétés cultivées sont « auto-incompatibles » (ou autostériles) : la fructification n'a lieu que si le pollen venant d'une autre variété se dépose sur le stigmate de leurs fleurs. Exemples : 'Reine Claude verte', 'Reine Claude dorée', 'Hackman', 'Coe's Golden drop'. On n'observe pas de pollinisation croisée entre cultivars européens et japonais.
Il existe des variétés « auto-compatibles », capables de donner une fructification abondante par autofécondation, dans le cas d'un verger monovariétal. Exemples : 'Anna Spath', 'Prune du Vars', 'Quetsches d'Alsace', 'Reine Claude de Bavay', 'Reine Claude d'Oullins', 'Stanley'.
Un cas intermédiaire, dit « partiellement auto-compatibles », est réalisé avec des arbres dont 2 à 10 % des fleurs donnent des fruits par autofécondation. C'est le cas de :  'Bonne de Bry',  'Mirabelle de Nancy'.
Le prunier 'Reine-Claude d'Oullins' est une très bonne variété pollinisatrice.

### Ennemis du prunier

#### Ravageurs
- pucerons, susceptibles de transmettre des maladies virales, comme la sharka,
- hoplocampe des prunes, Hoplocampa flava, petite guêpe foncée pondant ses œufs dans les fleurs ; trou circulaire à la surface du fruit, la pulpe est traversée par une galerie,
- tenthrède de la feuille du prunier,
- chenilles de lépidoptères :
  - Carpocapse des prunes (Grapholita funebrana, famille des Tortricidae), papillon de 13-15 mm, pondant ses œufs dans les jeunes fruits où une chenille rose à tête brune se développe. Le fruit tombe prématurément.
  - Hyponomeute du prunier (Yponomeuta padella, famille des Yponomeutidae).
  - Dysauxes punctata (famille des Erebidae).
- araignée rouge.

#### Maladies
- Maladies cryptogamiques :
  - maladie du plomb, feuilles à reflets métalliques, due à Sterum purpureum ; désinfection fréquente des instruments de taille,
  - agaric millé,
  - moniliose (taches brunes apparaissant sur les fruits),
  - maladie des pochettes.
- Maladies bactériennes : chancre bactérien.
- Maladies de carence : carence en fer.

## Utilisation
Le prunier est cultivé principalement pour son fruit, la prune. Les prunes sont consommées soit comme fruit de table (en particulier les variétés du type reine-claude), soit transformées : pâtisseries, confitures (mirabelles, quetsches), soit séchées (pruneaux d'Agen).
On en tire aussi des liqueurs (mirabelle, quetsche) et de l'eau-de-vie ("sliwowitz").
Le prunier est aussi un arbre d'ornement.

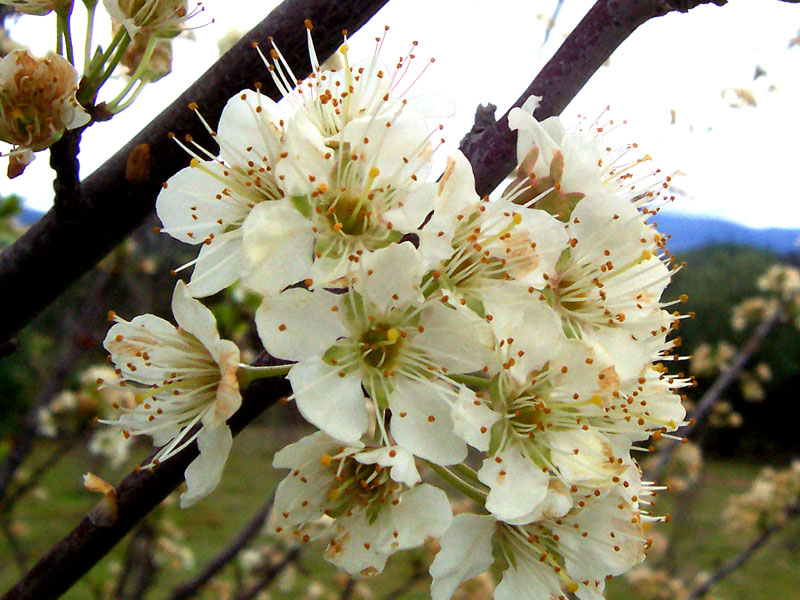
Fleurs de prunier.

## Autres espèces
Certains arbres portent le nom vernaculaire de prunier, alors que ce ne sont pas des Prunus, ni même des Rosaceae.
- Prunier de Chine, Flacourtia rukam, Flacourtiaceae ;
- Prunier d'Inde, Flacourtia jangomas, Flacourtia cataphracta, Stgmarota jangomas, Flacourtiaceae ;
- Prunier de la Martinique, Flacourtia inermis, Flacourtiaceae ;
- Prunier mombin, Spondias mombin, Anacardiaceae.